# Quilindschy Hartman
Quilindschy Hartman, né le 14 novembre 2001 à Zwijndrecht aux Pays-Bas, est un footballeur international néerlandais qui évolue au poste d'arrière gauche au Burnley FC.

## Biographie

### En club
Né à Zwijndrecht aux Pays-Bas Quilindschy Hartman, est notamment formé par l'Excelsior Rotterdam avant de rejoindre l'académie du Feyenoord Rotterdam, où il poursuit sa formation. Le 19 juin 2020 il signe un premier contrat au Feyenoord, d'une durée de trois ans.
Quilindschy Hartman joue son premier match en professionnel avec ce club, le 21 août 2022, lors d'une rencontre de championnat contre le RKC Waalwijk. Il est titularisé et son équipe s'impose par un but à zéro.
Il est sacré champion des Pays-Bas lors de la saison 2022-2023.

### En sélection
En mars 2023, Quilindschy Hartman est présélectionné avec l'équipe nationale des Pays-Bas mais, non retenu dans la liste finale, il rejoint finalement l'équipe des Pays-Bas espoirs. Hartman joue son premier match avec les espoirs contre la Norvège le 25 mars 2023. Il est titularisé et son équipe l'emporte par trois buts à zéro.
Le 1er septembre 2023, Quilindschy Hartman est convoqué pour la première fois avec l'équipe nationale des Pays-Bas par le sélectionneur Ronald Koeman,.
C'est lors du rassemblement suivant que Hartman honore sa première sélection avec les Pays-Bas, étant directement titularisé le 13 octobre 2023 contre la France. Au cours d'un match dominé par les Bleus, le jeune arrière gauche réduit le score en fin de match, réalisant son premier but pour sa première sélection, mais ne parvient pas à éviter la défaite de son équipe (1-2 score final),.

## Palmarès
Feyenoord Rotterdam
- Championnat des Pays-Bas (1) :
  - Champion : 2023.